# Noa Dundas
Noa Dundas (13 april 2004) is een Nederlands voetballer die als middenvelder voor FC Basel II speelt.

## Carrière
Noa Dundas speelde in de jeugd van Excelsior Rotterdam. Hij debuteerde in het eerste elftal van Excelsior op 1 oktober 2021, in de met 4-1 verloren uitwedstrijd tegen NAC Breda. Hij kwam in de 61e minuut in het veld voor Abdallah Aberkane. Na nog twee invalbeurten tegen VVV-Venlo en V.V. IJsselmeervogels vertrok hij in de winterstop transfervrij naar FC Basel. Dit kon omdat hij nog geen contract had getekend bij Excelsior. Bij Basel sloot hij aan bij het onder-21-elftal, wat op het derde niveau van Zwitserland uitkomt.

### Statistieken
| Seizoen                     | Club                | Land           | Competitie       | Competitie | Competitie | Beker | Beker | Totaal | Totaal |
| Seizoen                     | Club                | Land           | Competitie       | Wed.       | Dlp.       | Wed.  | Dlp.  | Wed.   | Dlp.   |
| --------------------------- | ------------------- | -------------- | ---------------- | ---------- | ---------- | ----- | ----- | ------ | ------ |
| 2021/22                     | Excelsior Rotterdam | Nederland      | Eerste divisie   | 2          | 0          | 1     | 0     | 3      | 0      |
| 2021/22                     | FC Basel II         | Zwitserland    | Promotion League | 3          | 0          | –     | –     | 3      | 0      |
| Carrièretotaal              | Carrièretotaal      | Carrièretotaal | Carrièretotaal   | 5          | 0          | 1     | 0     | 6      | 0      |
| Bijgewerkt op 12 maart 2022 |                     |                |                  |            |            |       |       |        |        |